# Psittacara
Psittacara är ett fågelsläkte i familjen västpapegojor inom ordningen papegojfåglar. Arterna förekommer i Latinamerika från nordvästra Mexiko till Argentina samt på Kuba och Hispaniola i Västindien. Artgränserna inom släktet är under diskussion. Listan nedan med 12 arter, varav en utdöd, följer IOC, med kommentarer om avvikelser:
- Grön parakit (P. holochlorus)
  - "Rödhakad parakit" (Psittacara [h.] rubritorquis) – urskiljs av vissa som egen art
- Socorroparakit (P. brevipes) – behandlas av vissa som underart till holochlorus
- Stillahavsparakit (P. strenuus) – behandlas av vissa som underart till holochlorus
- Rödkronad parakit (P. wagleri)
- Kordiljärparakit (P. frontatus)
- Rödfläckig parakit (P. mitratus)
- Rödmaskparakit (P. erythrogenys)
- Karmosinpannad parakit (P. finschi)
- Vitögd parakit (P. leucophthalmus)
- Kubaparakit (P. euops)
- Hispaniolaparakit (P. chloropterus)
- Puertoricoparakit (P. maugei) – utdöd

Birdlife International erkänner även den utdöda "guadeloupeparakiten" (P. labati) som art. Arterna i släktet ingick tidigare i Aratinga, men DNA-studier visar att de inte är varandras närmaste släktingar.